# Рудбек, Улоф (младший)
У́лоф Ру́дбек-младший (швед. Olof Olai Rudbeck d.y., лат. Olaus Rudbeckius, 15 марта 1660, Уппсала — 23 марта 1740) — шведский учёный, медик и естествоиспытатель (в том числе ботаник и орнитолог). Встречается также иное русское написание фамилии — Рюдбек.
Улоф Рудбек-младший — сын учёного Улофа Рудбека-старшего (1630—1702), многолетнего ректора Уппсальского университета, анатома и ботаника, преподававшего также математику, физику и музыку.

## Биография
Занимался ботаникой и орнитологией, в 1690 году в Утрехте получил степень.
В 1695 году осуществил путешествие в Лапландию, которое можно назвать первой научной экспедицией в Швеции. По результатам путешествия которого в 1701 году была издана его работа Nora Samolad, sive Lapponia illustrata.
Стал преемником своего отца по кафедре анатомии в Уппсальском университете.
В 1728 года из Лундского в Уппсальский университет перевёлся Карл Линней (1707—1778) — будущий великий шведский естествоиспытатель и медик. С 1730 года Линней приступил к преподаванию как демонстратор в ботаническом саду университета под началом профессора Рудбека-младшего. В этом же году Линней переселился в дом профессора и стал служить домашним учителем в его семье. Он, однако, проживал в доме Рудбеков не слишком долго: по неустановленной причине супруга профессора выставила Линнея за порог.
В 1739 году Рудбек младший стал архиатером (придворным врачом).

## Почести
В честь Улофа Рудбека младшего и его отца Улофа Рудбека старшего Карл Линней дал название Рудбекия (Rudbeckia) роду южноамериканских красивоцветущих трав.

## Публикации
Некоторые публикации:
- Propagatio plantarum botanico-physica. — Уппсала, 1686. (лат.)
- Nora Samolad, sive Lapponia illustrata. —Уппсала, 1701. (лат.)
- Ichthyologia biblica. — Уппсала, 1705—1722. (лат.)